# Otto Unverdorben
Otto Paul Unverdorben (* 13. Oktober 1806 in Dahme/Mark; † 28. November 1873 ebenda) war ein deutscher Kaufmann und Apotheker in Dahme/Mark und entdeckte 1826 das Anilin.

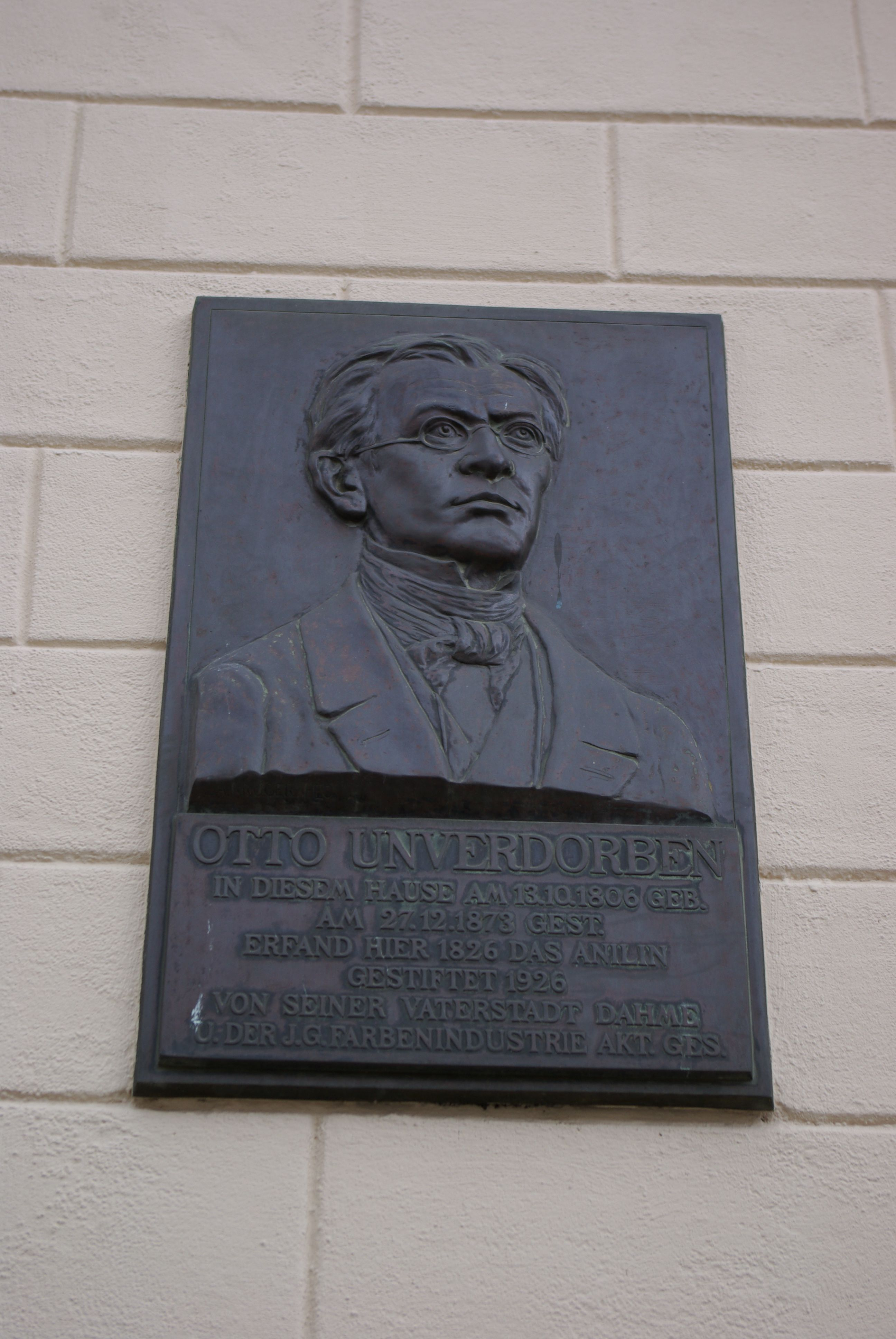
Tafel am Haus Hauptstraße 46/47 in Dahme/Mark

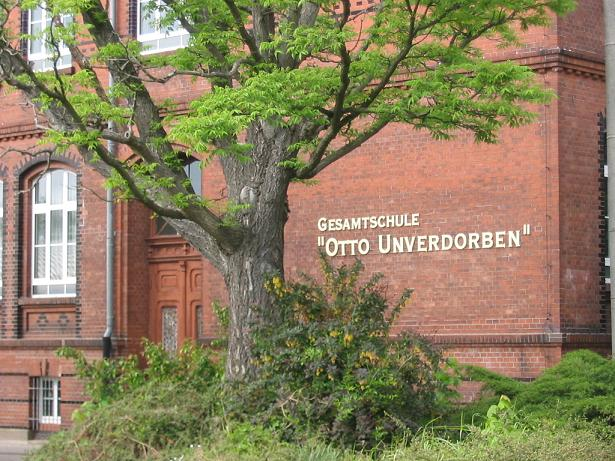
Gesamtschule „Otto Unverdorben“ in Dahme, Brandenburg

## Leben und Werk
Otto Unverdorben wuchs als Sohn wohlhabender Kaufleute auf. Er absolvierte seine Schulausbildung in Dresden, studierte dann in Halle (Saale), Leipzig und Berlin Chemie. Sein Spezialgebiet war die trockene Destillation von organischen Stoffen. 1826 – im Alter von zwanzig Jahren – gelang es ihm erstmals, den für die Farben- und Kunststoffindustrie sehr wichtigen Grundstoff Anilin herzustellen, indem er natürliches Indigo einer Kalk-Destillation unterzog. Der Farbstoff Indigo zersetzte sich bei der Destillation; es entstand eine Flüssigkeit, die alkalisch reagierte und mit Säuren gut kristallisierende Salze bildete. Otto Unverdorben nannte das Produkt daher Krystallin. Der Begriff Anilin rührt von einem heterotypischen Synonym der lateinischen Bezeichnung der Indigopflanze (Indigofera Anil) und wurde nicht von Otto Unverdorben geprägt, sondern durch den deutschen, in St. Petersburg tätigen Chemiker Carl Julius Fritzsche nach der Destillation von Indigo mit Kalilauge im Jahr 1840.
Mit seiner Entdeckung des Anilins war Otto Unverdorben Wegbereiter für einen neuen Industriezweig. Einige namhafte Chemiekonzerne tragen noch heute seine Entdeckung in ihrem Namen (BASF = Badische Anilin- und Sodafabrik, Agfa = Aktiengesellschaft für Anilinfabrikation).
1829 erbte Otto Unverdorben in seiner Heimatstadt Dahme die Gemischtwarenhandlung seiner Eltern und war von da an nicht mehr in der chemischen Forschung tätig. Sein Verdienst für die Wirtschaft der Stadt Dahme war die Einführung der Zigarrenindustrie, die über 100 Jahre einem Großteil der Bevölkerung ein Einkommen verschaffte. Otto Unverdorben selbst war allerdings Nichtraucher.
1833 erwarb er das Rittergut Glienig (ca. 12 km von Dahme) und wurde auch Patron der dortigen Dorfschule.

## Ehrungen
Heute trägt die Otto-Unverdorben-Oberschule in Dahme seinen Namen.